# Manuela Kelley
Manuela Kelley, également connue sous le nom de Manu Kelley, est une tatoueuse allemande spécialisée dans l’art traditionnel du tatouage polynésien.,,

## Biographie
Née à Stuttgart (Allemagne) en 1976, Kelley a débuté sa carrière dans la cosmétologie avant de se tourner, au milieu des années 1990, vers le tatouage. En 1994, elle ouvre son studio Manu Tattoo à Vilseck., Après avoir étudié la portée culturelle des motifs polynésiens, elle concentre ensuite son travail sur ces styles.
Spécialiste du tatouage polynésien, marquisien et samoan exécuté à main levée, elle porte le nom marquisien « Manu Tuhuka Patutiki » ainsi que le titre honorifique samoan « O le Tufuga Tatau Feagai ».
En 2017, elle est adoptée spirituellement par le grand chef samoan Maua Faleauto, qui lui décerne le titre de maître tatoueuse. En 2019, la famille du défunt tatoueur marquisien Jean-Yves Tamarii lui accorde un nom marquisien en reconnaissance de son œuvre.
En 2022-2023, Kelley est conférencière invitée à l’exposition « Tatau-Tattoo » du Museum für Thüringer Volkskunde à Erfurt. En 2025, elle figure dans la série documentaire d’Arte en quatre volets Tattoos – Rätsel der Südsee, consacrée aux traditions tatouées du Pacifique Sud et à sa pratique en Allemagne.

## Distinctions
Kelley a obtenu de nombreuses récompenses pour son travail. Entre 2017 et 2019, elle remporte à quatre reprises la première place des Tatau Awards, un concours international dédié au tatouage de style polynésien.